# Zaui ibne Ziri
Almançor Zaui ibne Ziri ibne Manade (em árabe: المنصور زاوي بن زيري بن مناد; romaniz.: al-Manṣūr Zāwī ben Zīrī ben Manād; m. c. 1020, 1037 ou 1038), melhor conhecido apenas como Zaui ibne Ziri, foi um líder berbere, fundador da  dinastia zírida da Taifa de Granada, da qual foi o primeiro rei entre 1013 e 1019.

## Biografia

### Origens
Zaui era filho de Ziri ibne Manade, um oficial ao serviço dos califas fatímidas e nasceu em Achir, a cidade fundada pelo seu pai cerca de 130 km a sul de Argel. A família zírida pertencia à tribo talcata, da confederação berbere dos sanhajas.
Em 980, o seu irmão Bologuine empreende uma grande campanha militar no Magrebe em nome dos Fatímidas. Almançor, o todo-poderoso hájibe do califa omíada de Córdova Hixame II reúne em Ceuta um exército formado por Zenetas apoiantes da causa omíada. Diante desta força, Bologuine desiste da sua campanha e retira para Achir. Morre no caminho de volta, em maio de 984 e sucede-lhe o seu filho Almançor ibne Bologuine como governador do Magrebe e de Ifríquia. Almançor ibne Bologuine confia o posto de governador de Tierte (atualmente na comuna de Tagdemt) ao seu tio Abul Biar e o de governador de Achir ao seu irmão Ituefete. Os Zenetas e os seus aliados omíadas recuperam rapidamente os territórios perdidos para Bologuine, nomeadamente Fez e Sijilmassa.
Em 989, Abul Biar revolta-se contra seu sobrinho Almançor. Recusa a tutela dos Fatímidas, refugia-se na província de Tremecém e envia um dos seus sobrinhos à Península Ibérica a fim de pedir o apoio de Almançor. Este envia presentes e dinheiro ao dissidente, que se entretanto tinha ido para Fez, para junto do chefe magraua Ziri ibne Atia. Durante o ano de 990, Abul Biar desentende-se com os seus aliados e volta para Cairuão, onde Almançor ibne Bologuine o recebe honrosamente e lhe devolve o governo de Tierte.
Em 996, Almançor ibne Bologuine morre e é sucedido pelo seu filho Badis, que atribui o governo de Achir ao seu tio Hamade ibne Bologuine e o de Tierte a Ituerfe.

### Estadia noAlandalus
Os tios de Badis, Zaui e Macsane, rebelam-se contra ele. Com o seu apoio, o zeneta Ziri ibne Atia cerca Tierte e toma a cidade; seguidamente conquista também Tremecém, Tenés e Massila, onde proclama a soberania do califa Hixame e do seu vizir Almançor. Este último convida os revoltosos a irem para Córdova para servirem no seu exército. Entretanto Badis contra-ataca e põe Ziri ibne Atia em fuga. Badis deixa em Achir os seus tios Hamade e Ituerfe e os seus tios-avôs, entre os quais Zaui, e volta a Cairuão. Em 999, Zaui e os seus irmãos levam a cabo uma rebelião contra Badis e deixam Hamade sozinho. Em 1001, Hamade vence os rebeldes. Zaui é então forçado a refugiar-se nas montanhas perto de Miliana e foge para a Península Ibérica com a sua família. Almançor recebe estes refugiados com solicitude.
O hájibe Almançor morre em 1002, sendo sucedido pelos seus descendentes, que continuam a ter o califa omíada Hixame II sob a sua tutela. O lugar de Almançor como governante de facto do califado ibérico começa por ser ocupado pelo filho Abedal Maleque Almuzafar, que depois é sucedido pelo irmão Abderramão Sanchuelo, que teria envenenado Almuzafar para tomar o seu lugar. Quando ascende ao poder, Sanchuelo junta ao título "Nácer Adaulá" ("defensor da dinastia") que já tinha o de Almamune ("em quem se confia"). Seguidamente faz-se designar como sucessor do trono califal por Hixame II. Em 1009, um decreto de Hixame impõe o uso de turbante na corte de Córdova. Este decreto serve como pretexto aos oponentes do califa para o derrubarem. No dia seguinte ao incidente dos turbantes, Sanchuelo parte em campanha contra o rei Afonso V de Leão e Castela. Os oponentes do califa aproveitam a ausência do vizir para destronarem Hixame e substituí-lo por Maomé II. Quando regressa à capital, Sanchuelo é preso e executado.
Pouco depois de subir ao trono, ainda em 1009, Maomé II é deposto por Solimão Almostaim. Os golpes de estado sucedem-se; em 1010 Maomé II volta ao poder por algum tempo com a ajuda dos Catalães. Quando estes partem, os Berberes e os Esclavões, que tinham colocado Maomé II no trono, voltam a dar o poder a Hixame II.
Em 1013, os Berberes, liderados por Zaui, cercam Córdova, derrubam Hixame e colocam novamente no trono Solimão com o título de Almostaim Bilá. Durante o saque da cidade, Zaui remove a cabeça do seu pai Ziri do local onde o califa Aláqueme II a tinha colocado em 971.

### Conquista de Granada
Em 1016, Solimão é derrubado pelo hamúdida Ali ibne Hamude Anácer, que já tinha o controlo de Málaga. Os Berberes dividem-se entre Zenetas e Zíridas, apoderando-se uns e outros de várias cidades. Zaui, que ocupava os campos em redor de Elvira, conquista esta cidade e faz dela a sua capital, fundando a Taifa de Granada, da qual é o primeiro emir (rei). Segundo algumas fontes, Zaui teria tido intenções de voltar a África depois da queda de Solimão em 1010, mas foi instado a ficar pelos habitantes de Elvira, que lhe pediram proteção. Devido à hostilidade das gentes do Alandalus em relação aos Berberes e ao facto de Elvira se situar numa localização que tornava a sua defesa complicada, Zaui decide transferir a capital do seu reino para Medina Garnata, a atual Granada.
Em 1018, Ali ibne Hamude é derrubado por Abderramão IV "al-Murtada", da linhagem omíada, com a ajuda dos governadores de Valência e Saragoça. O novo califa tenta tomar Granada. Apesar da inferioridade numérica do seu exército, Zaui consegue uma vitória decisiva, para a qual contribuiu o abandono das hostes omíadas de Cairane, emir de Almeria e Alamundir ibne Iáia, emir de Saragoça. Depois disso, Abderramão é derrotado e morto por Alcacim ibne Hamude Almamune, irmão de Ali ibne Hamude.

### Retorno a África
Em 1019 ou 1020 (ou 1025 segundo Lévi-Provençal), Zaui decide voltar a Ifríquia, segundo ibne Caldune por lamentar os excessos levados a cabo pelos seus homens durante a guerra civil no Alandalus, que ele temia que atraíssem a vingança divina e levaria à ruína do império. Outras hipóteses avançadas para a partida de Zaui são a hostilidade que enfrentava no Alandalus e possíveis aspirações ao trono de Cairuão, onde reinava o neto do seu irmão Bologuine, Almuiz ibne Badis, então com apenas 11 anos de idade. Embarca em Almunacabe (Almunhecar) e é recebido honrosamente por Almuiz, que lhe oferece um dos seus mais belos palácios. Uma parte da corte de Cairuão via com bons olhos a presença de Zaui, que consideravam poder governar o reino em segurança durante a menoridade de Almuiz, mas havia uma facção que se lhe opunha. Segundo algumas fontes, Zaui teria morrido envenenado, talvez em Argel, pelo governador local, o também zírida Mádia.[carece de fontes?] O historiador andalusino ibne Haiane (987–1075) refere que morreu de peste, mas não diz quando. Para alguns autores não pode ter sido muito longe de 1020, enquanto que outros colocam a data da morte em 1037 ou 1038.
Ao deixar Granada, Zaui deixou o seu filho Bologuine ibne Zaui como governador. Este torna-se tão impopular que os habitantes se revoltam contra ele e fazem vir para a cidade o primo Habus Almuzafar e o colocam no trono. Ibne Caldune refere-se a Habus como o fundador da nova dinastia zírida em Granada.